# Getmail
getmail ist ein Mail Retrieval Agent, also ein Programm zum reinen Abholen von E-Mails. Es stellt eine einfache Alternative zu fetchmail dar und ist in Python geschrieben. Motivation für die Entwicklung von getmail war die Kritik an fetchmail, speziell wegen bekannt gewordener Sicherheitslücken.
Als Konsolenprogramm wird getmail über Parameter beim Aufruf und Konfigurationsdateien gesteuert. Es kann E-Mails von POP3 und IMAP4 Servern abholen und unterstützt SSL/TLS für beide Protokolle. E-Mails werden direkt in der Mailbox gespeichert (unterstützte Formate sind mbox und Maildir) oder an ein anderes lokales Zustellprogramm übergeben. Über die Konfigurationsdatei können externe Programme als Filter eingebunden werden, um E-Mails vor der Zustellung zu überprüfen, z. B. auf Malware oder Spam.
Im Gegensatz zu anderen Mail Retrieval Agents unterstützt getmail selbst keine Weiterleitung von Mails mittels SMTP. Als Grund gibt der Entwickler an, Endlosschleifen bei der Zustellung so zu verhindern.

## getmail6 und Python-3-Support
Die Originalversion von getmail funktioniert nur mit der inzwischen nicht mehr unterstützen Python-Version 2. Ein Fork, der nicht vom Originalautor von getmail stammt und Python 3 unterstützt, wird unter dem Namen getmail6 entwickelt.